# Turbo kenwilliamsi
Turbo kenwilliamsi is een slakkensoort uit de familie van de Turbinidae. De wetenschappelijke naam van de soort is voor het eerst geldig gepubliceerd in 2008 door Williams.